# ハンナ・レスヴォール＝ホルムセン

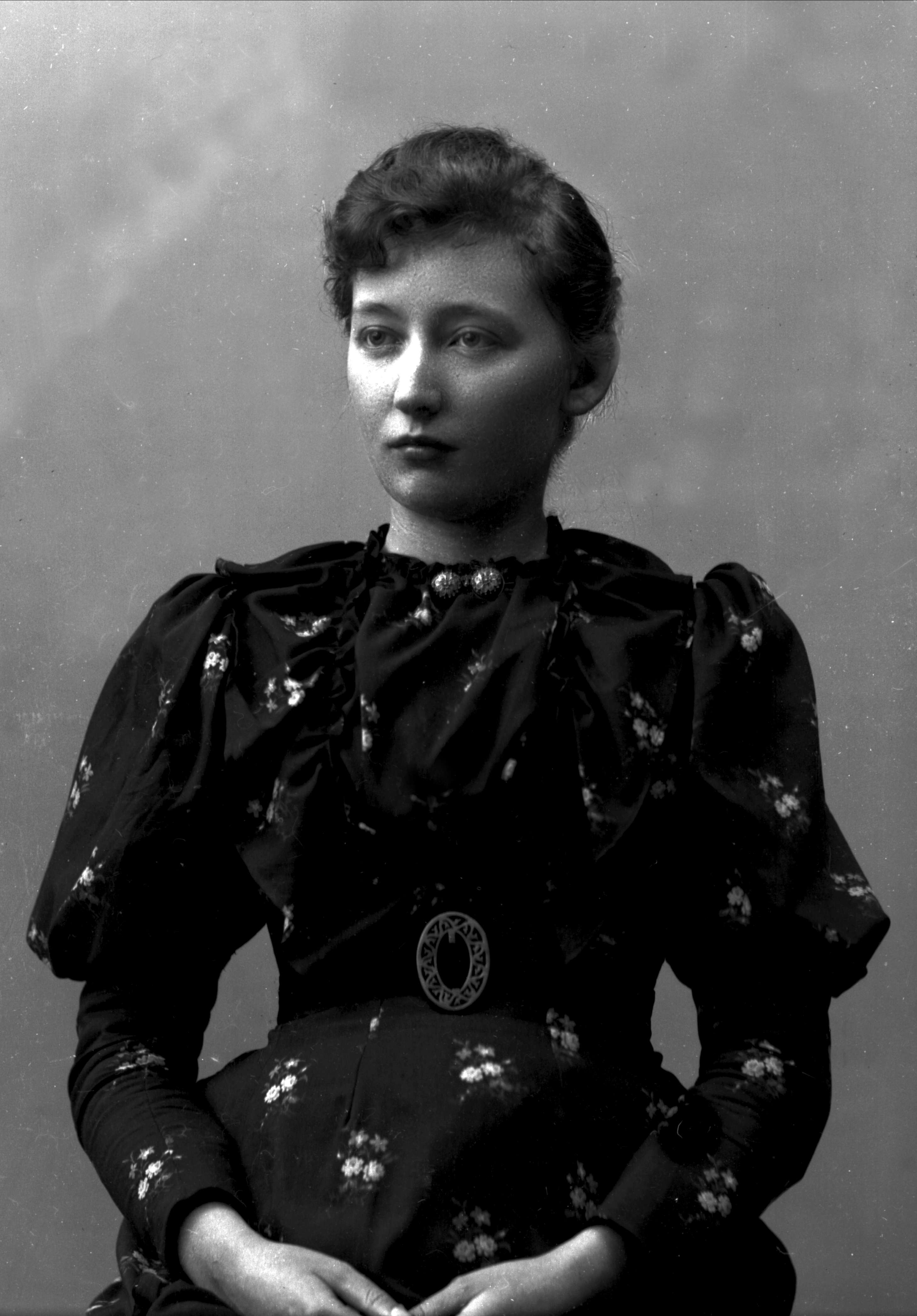
Hanna Resvoll-Holmsen

ハンナ・レスヴォール＝ホルムセン（Hanna Maria Resvoll-Holmsen 結婚前の姓 Resvoll、1873年9月11日 - 1943年3月13日）はノルウェーの植物学者である。姉のテクラ・レスヴォールとともにノルェーにおける自然科学教育、自然保護運動の女性のパイオニアである。

## 略歴
オップラン県のヴォーゴー（Vågå）で生まれた。幼少期は病気に苦しめられた。最初の結婚は1901年の離婚で終わった。姉が准教授を務める、現在のオスロのフレデリク王立大学（現オスロ大学）に入学し、1910年に卒業した。1909年には姉の夫の兄弟の地質学者、ホルムセン（Gunnar Holmsen:1880-1976）と再婚した。1907年に海洋学者として知られるモナコ皇太子アルベール1世が率いたスヴァールバル諸島の調査に参加した。1921年からフレデリク王立大学の植物地理学の分野で働いた。
スヴァールバル諸島の植物の研究のために、1908年に再び単独で島を訪れた。カラー写真を含む撮影された写真は、当時の島の自然の貴重な記録となっている。スヴァールバル諸島の植物の研究は、"Observations botaniques de la campagne scientifique de S.A.S. le Prince Albert..." としてモナコで出版された後、1927年に"Svalbards Flora"としてノルウェー語で出版された。
デンマークの植物生態学者、クリステン・ラウンケル（Christen C. Raunkiær）の定量的な手法を使って、ノルウェーの高山植物の多くの植生の研究を行い、1920年に"Om Fjeldvegetationen i det Østenfjeldske Norge" を出版した。亜高山の自然林を研究した。論文、"Om betydningen av det uensartede i våre skoger" では、自然林の保全を訴え、植林による人工林への変化を批判し、森林の多様性の意義について論じた。このことで、森林業者からて多くの反発を受けた。
地質学者のホエル（Adolf Hoel）とともに、スヴァールバルが最初に保護地域の指定を受けるのに貢献した。
キンポウゲ属の植物の種、Ranunculus resvoll-holmseniae  に献名されている。

## 著作
- Les observations botaniques de la campagne scientifique de S.A.S. le Prince Albert 1er de Monaco. La misión Isachsen au Spitzberg 1907. Monaco, 1910.
- Om Fjeldvegetationen i det Østenfjeldske Norge. Arkiv for matematik og naturvidenskap 1920/No. 2.
- Svalbards Flora - med en del om dens plantevekst i nutid og fortid. 56 pp. 1927.
- Om betydningen av det uensartede i våre skoger. Tidsskrift for Skogbruk 1932, 40: 270-275.